# Thinophilus peninsularis
Thinophilus peninsularis är en tvåvingeart som beskrevs av Octave Parent 1935. Thinophilus peninsularis ingår i släktet Thinophilus och familjen styltflugor. Inga underarter finns listade i Catalogue of Life.